# رود گوجو
رود گوجو (به لاتین: Gojō River) یک رود در ژاپن است که در تاجیمی، گیفو واقع شده‌است.